# Augusto Leguía y Salcedo

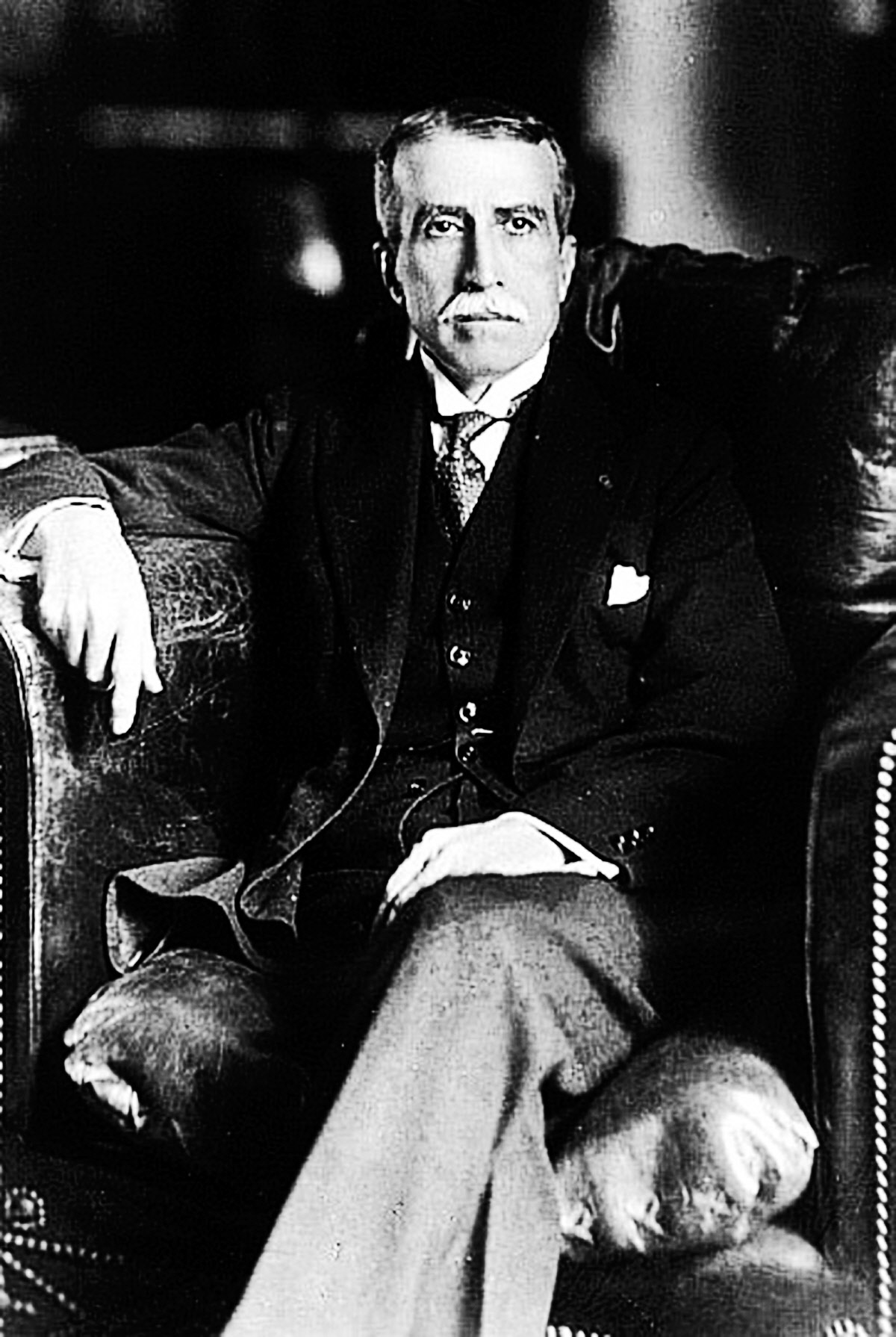
Augusto B. Leguía y Salcedo

Augusto Bernardino Leguía y Salcedo (* 19. Februar 1863 in Lambayeque; † 7. Februar 1932 in Lima) war ein peruanischer Politiker, der zweimal das Präsidentenamt innehatte, von 1908 bis 1912 und von 1919 bis 1930.

## Leben

### Frühe Jahre
Augusto Leguía y Salcedo wurde 1863 in Lambayeque als Sohn einer der führenden Familien der peruanischen Oligarchie geboren. Nach einer Ausbildung in Valparaíso, Chile, diente er während des Salpeterkrieges von 1879 bis 1881 in der peruanischen Armee.
Nach dem Krieg zog er in die USA und hatte eine Führungsposition bei der New York Life Insurance Company inne. Zu Beginn des 20. Jahrhunderts hatte Leguía großen Reichtum angehäuft und entschied sich zur Rückkehr nach Peru. Dort betrat er 1903 auf Drängen von Manuel Candamo, dem damaligen Führer des Partido Civil, sowie des Ministerpräsidenten José Pardo y Barreda die politische Bühne. Er übernahm das Amt des Finanzministers. Als José Pardo 1904 zum Präsidenten aufstieg, wurde Leguía zum neuen Ministerpräsidenten. Er blieb bis 1907 in diesem Amt, als er zurücktrat, um für die Präsidentschaftswahlen im folgenden Jahr zu kandidieren.

### Erste Amtszeit
Im Jahre 1908 wurde Leguía als Nachfolger Pardos neuer Präsident (eine Abfolge, die sich im Jahre 1919 wiederholen sollte), nachdem er als Kandidat einer Allianz die Wahlen gewonnen hatte. Einige der ersten Maßnahmen befassten sich mit Reformen des Sozial- und Wirtschaftssystem. Dies stellte den Versuch dar, Peru zu industrialisieren und in eine moderne kapitalistische Gesellschaft umzuformen.
Am 29. Mai 1909 gelang es einer Gruppe von Bürgern (Anhänger der Demokratischen Partei von Nicolás de Piérola), in den Regierungspalast einzudringen und dort den Rücktritt Leguías zu verlangen. Unter den Eindringlingen waren der Bruder und die Söhne Piérolas. Da Leguía sich weigerte, zurückzutreten, wurde er von der Gruppe entführt und vor das Simon-Bolivar-Denkmal in Lima verschleppt. Auch dort gab er den Forderungen nicht nach, und die Polizei musste den Präsidenten unter Einsatz von Gewalt befreien; bei dem Kampf starben mehr als 100 Menschen.
Um die gleiche Zeit herum war Peru zudem in Grenzstreitigkeiten mit fünf seiner Nachbarn verstrickt. Leguía gelang es, zwei davon auf dem Verhandlungswege zu lösen, und zwar mit Bolivien und Brasilien.
- Die Grenze mit Brasilien wurde im Vertrag von Velarde-Río Branco festgelegt. Die neue Grenze verlief zumeist entlang zweier Flussläufe (des Yaravi und Yaverija).
- Das Abkommen von Polo-Bustamante mit Bolivien bestimmte die Teilung des Titicacasees. Auch die Grenzlinie zu Tacna, das sich damals noch unter chilenischer Kontrolle befand, wurde darin definiert.

Nachdem Leguías Amtszeit 1912 geendet hatte, folgte ihm Guillermo Billinghurst als Präsident nach, ein Millionär und Geschäftsmann, der zuvor Bürgermeister von Lima gewesen war. In den folgenden Jahren reiste Leguía oft nach Großbritannien und in die Vereinigten Staaten, wo er Bank- und Finanzmethoden kennenlernte, die er später auch in Peru anwenden sollte. Zu diesem Zeitpunkt kam es auch zum Streit Leguías mit dem Partido Civilista, der schließlich in seinen Parteiaustritt mündete.

### Zweite Amtszeit
Im Jahr 1919 strebte Leguía erneut nach dem Präsidentenamt. Da er befürchtete, dass der amtierende Präsident José Pardo und das Parlament seinen Sieg nicht anerkennen würden, lancierte Leguía einen erfolgreichen Militärputsch. Er löste den Kongress auf; das neue Parlament wählte ihn zum verfassungsgemäßen Präsidenten.
Leguía änderte die peruanische Verfassung und erließ 1920 eine neue, die liberaler war als die vorhergehende und weitergehende bürgerliche Rechte (sowie eine unbegrenzte Zahl an Wiederwahlen des Präsidenten) vorsah. Obwohl er die neue Verfassung selbst in Kraft gesetzt hatte, ignorierte er sie weitgehend und errichtete eine Regierung im diktatorischen Stil. Die Opposition wurde unterdrückt, und zahlreiche ihrer Führer ins Exil geschickt. Der Prominenteste von ihnen war Víctor Raúl Haya de la Torre, der im mexikanischen Exil 1924 die APRA gründete. Aus ihr entstand eine der aktivsten und stärksten Parteien des modernen Peru.
Zu den erfolgreichen Unternehmungen während Leguías zweiter Amtszeit gehörte ein Modernisierungsprogramm für die Hauptstadt Lima. Zu den infrastrukturellen Verbesserungen, die durch Kredite finanziert wurden, gehörten Verbesserungen der Gesundheitsversorgung durch neue Krankenhäuser und der Bau von Abwasserleitungen. Der Regierungspalast wurde ebenfalls umgebaut, und neue Banken wie der Banco Central de Reserva del Perú und der Banco Hipotecario of Peru entstanden.
Zudem wurden Grenzverträge mit Kolumbien und Chile unterzeichnet:
- Der Konflikt mit Kolumbien wurde durch Abspaltung der zwischen den Flüssen Putumayo und Caquetá gelegenen Gebiete gelöst. Dies wurde im Vertrag von Salomón-Lozano offiziell geregelt, der allerdings erst nach dem Sturz Leguías 1930 veröffentlicht wurde.
- Mit Chile wurde der Tacna-Arica-Kompromiss erzielt. Dieser führte allerdings in den Folgejahren zu wirtschaftlicher Depression, wofür Leguía heftig kritisiert wurde.

### Sturz
Nach 11 Jahren an der Macht und unter dem Eindruck der Weltwirtschaftskrise, die für Peru das Ende des Kapitalzuflusses bedeutete, wurde Leguía am 22. August 1930 von Luis Miguel Sánchez Cerro in einem Staatsstreich abgesetzt. Leguía wurde inhaftiert und wegen Veruntreuung angeklagt. Er verblieb im Gefängnis in Lima und verstarb am 6. Februar 1932 im Krankenhaus.